# Дело Иванниковой
Дело Ива́нниковой — судебное дело Александры Михайловны Иванниковой, которая 8 декабря 2003 года, сопротивляясь, ранила в ногу подвозившего её водителя (впоследствии оказавшегося студентом юридического факультета одного из московских вузов, возвращавшимся с вечеринки в состоянии алкогольного опьянения) Сергея Багдасаряна, когда тот завез её в темный двор и пытался её изнасиловать в автомобиле. Впоследствии от полученной раны он скончался, так как была задета бедренная артерия.

## Ход процесса
Изначально действия Иванниковой следствие квалифицировало как умышленное причинение тяжкого вреда, повлёкшее по неосторожности смерть потерпевшего (статья 111 УК РФ).
В ходе расследования прокуратура переквалифицировала действия обвиняемой на статью 107 УК РФ (убийство, совершенное в состоянии аффекта). Люблинский суд Москвы 2 июня 2005 года признал Иванникову виновной по части 1 статьи 107 УК РФ (убийство, совершенное в состоянии аффекта в результате насилия и аморального поведения потерпевшего). Кроме того, суд в полном объеме удовлетворил гражданские иски, заявленные отцом убитого. Иванникова была приговорена к двум годам лишения свободы условно. Суд также постановил взыскать в полном объеме с Иванниковой в качестве материальной компенсации в пользу потерпевшего 156 тысяч 196 рублей и в качестве моральной компенсации — 50 тысяч рублей.
Приговор, не удовлетворивший ни Иванникову, ни родственников Багдасаряна, через неделю был обжалован.
4 июля 2005 года Московский городской суд отменил обвинительный приговор по протесту прокуратуры Москвы и отправил дело на новое рассмотрение. При этом обвинитель официально отказался от предъявленных обвинений: «Прокурор полностью отказался от обвинения и просил прекратить дело, поскольку, по его мнению, Иванникова находилась в состоянии необходимой обороны». 28 ноября 2005 года Люблинский суд в новом составе оправдал Иванникову.

## Общественная реакция
Дело получило широкую общественную огласку и послужило поводом к целому ряду публичных действий, происходивших со стороны различных политических сил.
Протесты общественности изначально были организованы сообществом www.guns.ru, собравшим средства на оплату работы адвоката Алексея Паршина. Впоследствии к организации протестов присоединилось Русское общественное движение (РОД), которые стали организовывать серии пикетов у здания суда, Госдумы РФ и организовали митинг на Пушкинской площади, в котором принимали участие сторонники целого ряда различных организаций, включая само РОД, ДПНИ, НПР, ЛДПР, КПРФ, движение «Оборона», «Яблоко», Движение за легализацию гражданского оружия.
ДПНИ публично вручило Иванниковой премию в 50 тыс. рублей как награду за смелость.
Защитники Иванниковой руководствовались различными мотивами — как связанными с националистической позицией, так и соображениями правомерности гражданской самообороны и борьбы с коррупцией, считая произошедшие в течение расследования дела замены следователя и государственного обвинителя на суде признаком коррупционного давления родственников С. Багдасаряна на суд.
Противники Иванниковой в публичном пространстве старались обсуждать не столько мотивы действий самих Багдасаряна и Иванниковой, сколько мотивы защитников женщины, обвиняя их в политической раскрутке дела и в национализме.